# Monts Wenatchee
Pour les articles homonymes, voir Wenatchee.
Les monts Wenatchee, en anglais Wenatchee Mountains, sont un massif de montagnes du Nord-Ouest des États-Unis, dans l'État de Washington.

## Géographie

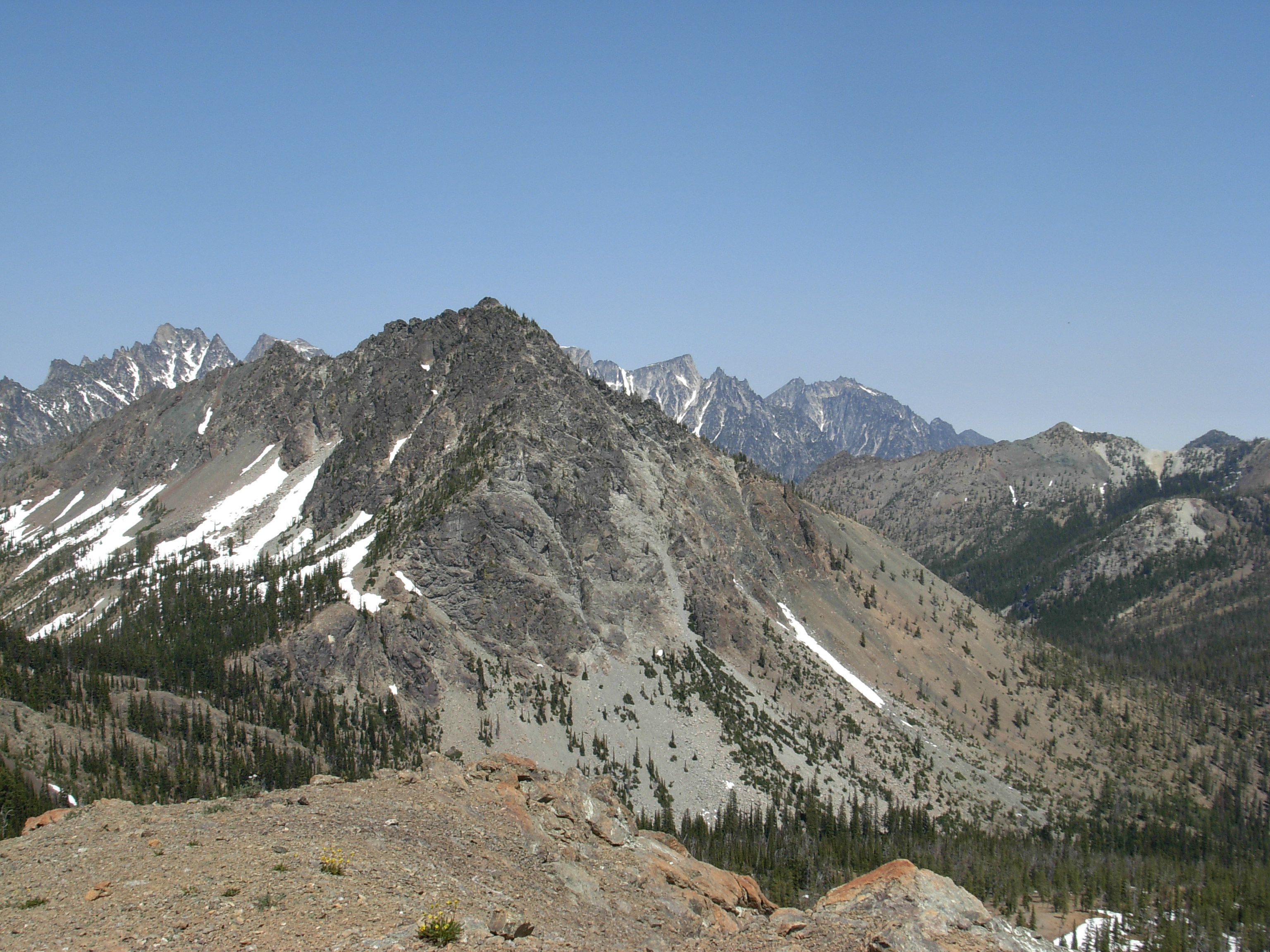
Vue d'une partie des monts Wenatchee.

Les monts Wenatchee font partie de la chaîne des Cascades. Ils mesurent 95 kilomètres de longueur, 94 kilomètres de largeur pour une superficie de 4 774 km3. Ces montagnes forment la ligne de partage des eaux entre les rivières Wenatchee et Yakima, deux affluents du Columbia.
Les monts Wenatchee sont subdivisés en plusieurs sous-massifs :
- les monts Chiwaukum ;
- les monts Wenatchee du Nord ;
- le chaînon Stuart ;
- la zone Teanaway ;
- les arêtes Mission-Naneum.